# Coupe des Alpes 1980
Navigation
Édition précédente Édition suivante
La Coupe des Alpes 1980 est la 20e édition de la Coupe des Alpes.
C'est la 9e saison consécutive ou l'on ne voit s'affronter que des clubs français et des clubs suisses.
L'édition a été remportée par les Girondins de Bordeaux sur le Nîmes Olympique sur le score de 3 buts à 0.

## Participants
| Equipes Suisses   | Equipes Françaises    | Groupes |
| ----------------- | --------------------- | ------- |
| FC Lausanne-Sport | Nîmes Olympique       | A       |
| FC Chiasso        | AS Monaco             | A       |
| CS Chênois        | Girondins de Bordeaux | B       |
| Nordstern Bâle    | SCO Angers            | B       |

## Compétition
| Groupe A |                   |     |   |   |   |   |    |    |      |
|          | Équipe            | Pts | J | G | N | P | BP | BC | Diff |
| 1        | Nîmes Olympique   | 9   | 4 | 4 | 0 | 0 | 12 | 4  | +8   |
| 2        | AS Monaco         | 7   | 4 | 2 | 1 | 1 | 9  | 1  | +8   |
| 3        | FC Lausanne-Sport | 2   | 4 | 1 | 0 | 3 | 3  | 13 | -10  |
| 4        | FC Chiasso        | 1   | 4 | 0 | 1 | 3 | 2  | 8  | -6   |

| AS Monaco         | 6-0 | 0-1 | FC Lausanne-Sport |
| FC Chiasso        | 1-2 | 1-3 | Nîmes Olympique   |
| FC Lausanne-Sport | 2-5 | 0-2 | Nîmes Olympique   |
| FC Chiasso        | 0-3 | 0-0 | AS Monaco         |

| Groupe B |                       |     |   |   |   |   |    |    |      |
|          | Équipe                | Pts | J | G | N | P | BP | BC | Diff |
| 1        | Girondins de Bordeaux | 8   | 4 | 3 | 1 | 0 | 10 | 4  | +6   |
| 2        | SCO Angers            | 7   | 4 | 2 | 2 | 0 | 8  | 4  | +4   |
| 3        | Nordstern Bâle        | 2   | 4 | 0 | 2 | 6 | 8  | 8  | -2   |
| 4        | CS Chênois            | 1   | 4 | 0 | 1 | 3 | 2  | 10 | -8   |

| CS Chênois     | 1-1 | 0-3 | SCO Angers     |
| Gir. Bordeaux  | 1-1 | 3-2 | Nordstern Bâle |
| Nordstern Bâle | 1-2 | 2-2 | SCO Angers     |
| Gir. Bordeaux  | 3-1 | 3-0 | CS Chênois     |

Les équipes ne jouent pas contre leurs compatriotes; 1 point de bonus par match remporté par 3 buts ou plus

## Finale
| Équipes               | Girondins de Bordeaux - Nîmes Olympique |
| Score                 | 3-0 |
| Date                  | 19 septembre 1980 |
| Stade                 | Stade Municipal, Bordeaux |
| Buts                  | Alain Giresse 12e, 57e, Albert Gemmrich 41e |
| Girondins de Bordeaux | Christian Delachet - Jean-Christophe Thouvenel, Gernot Rohr, Marius Trésor, François Bracci, Jean Fernandez, René Girard, Alain Giresse, Gérard Soler, Bernard Lacombe, Albert Gemmrich. Entraîneur : Aimé Jacquet |
| Nîmes Olympique       | Richard Ruffier - Bernard Boissier, Bruno Devot, Philippe Gallas, Roland Décilia, Denis Jouanne, Guy Genet, Rabah Gamouh, Miguel Lozano, Luizinho Da Silva, Jean-Marc Ferratge. Entraîneur : Henri Noël            |

Bordeaux est automatiquement qualifié pour l'édition 1981 de la Coupe des Alpes.

## Source
- Erik Garin. Coupe des Alpes 1980. Rsssf.com.